# Chinocossus greeni
Chinocossus greeni is een vlinder uit de familie van de Houtboorders (Cossidae). De wetenschappelijke naam van de soort is voor het eerst gepubliceerd in 1976 door G. S. Arora.
De soort komt voor in Sri Lanka.